# CSM Slatina
Clubul Sportiv Municipal Slatina (pronuncia: [ˈslatina]), comunemente noto come CSM Slatina o semplicemente Slatina, è una squadra di calcio romena con sede a Slatina, che compete nella Liga II.
Il club è stato fondato nel 2009 come CSM Slatina, ottenendo rapidamente due promozioni consecutive per raggiungere la Liga II nel 2011. Quell'estate si è fusa con l'FC Piatra Olt e si è trasferita da Slatina a Piatra Olt, cambiando anche il nome in FC Olt Slatina. Al termine della sua stagione di debutto nella seconda lega, l'FC Olt è stato retrocesso, ma poi si è unito nuovamente con un altro club di Slatina, l'Alro Slatina. Tecnicamente, la nuova entità era una continuazione di Alro Slatina, ma con il nome di FC Olt Slatina, mentre l'originale FC Olt Slatina-o l'ex CSM Slatina-è stato sciolto.
Anche l'ex Alro Slatina è stata sciolta quattro anni dopo. Nel febbraio 2018, il club è stato rifondato e iscritto direttamente nella Liga V.

## Organico
Aggiornato al 9 novembre 2024''
| N. |                    | Ruolo | Calciatore            |
| -- | ------------------ | ----- | --------------------- |
| 1  | Romania (bandiera) | P     | Sebastian Micu        |
| 4  | Romania (bandiera) | D     | Ionuț Burnea          |
| 5  | Romania (bandiera) | D     | Robert Gherghe        |
| 6  | Romania (bandiera) | D     | David Savu            |
| 7  | Romania (bandiera) | A     | Ionuț Năstăsie        |
| 8  | Romania (bandiera) | C     | Andrei Trașcu         |
| 9  | Romania (bandiera) | C     | George Leață          |
| 10 | Romania (bandiera) | C     | Catalin Doman         |
| 11 | Romania (bandiera) | A     | David Oprescu         |
| 12 | Romania (bandiera) | P     | Paul Toroc            |
| 17 | Romania (bandiera) | C     | Emilian Pacionel      |
| 18 | Romania (bandiera) | D     | Denis Dragu           |
| 19 | Romania (bandiera) | D     | Călin Toma            |
| 20 | Romania (bandiera) | A     | Cătălin Țîră          |
| 21 | Romania (bandiera) | D     | Alexandru Sima        |
| 25 | Romania (bandiera) | C     | Silvian Matei         |
| 26 | Uganda (bandiera)  | A     | Kayondo Mahadi Mahrez |

| N. |                    | Ruolo | Calciatore           |
| -- | ------------------ | ----- | -------------------- |
| 27 | Romania (bandiera) | C     | Dorin Toma           |
| 31 | Romania (bandiera) | A     | Manuel Cristea       |
| 33 | Romania (bandiera) | D     | Mario Bărăitaru      |
| 39 | Romania (bandiera) | D     | Ionuț Mitran         |
| 77 | Romania (bandiera) | C     | Constantin Radu      |
| 91 | Romania (bandiera) | A     | Atanas Trică         |
| 97 | Romania (bandiera) | D     | Robert Riza          |
| 98 | Romania (bandiera) | A     | Andreas Mihaiu       |
| 99 | Romania (bandiera) | P     | Simion Velcu         |
|    | Romania (bandiera) | D     | Alexandru Militaru   |
|    | Romania (bandiera) | C     | Alexandru Găvrilaș   |
|    | Romania (bandiera) | P     | Florin Bănuță        |
|    | Romania (bandiera) | C     | Cosmin Tecuceanu     |
|    | Romania (bandiera) | A     | Denis Marin          |
|    | Romania (bandiera) | C     | Cătălin Ciobănică    |
|    | Romania (bandiera) | C     | Mihai Constantinescu |